# Will Rackley
William Rackley III, detto Will (Atene, 11 ottobre 1989), è un giocatore di football americano statunitense che gioca nel ruolo di guardia per i Baltimore Ravens della National Football League (NFL). Fu scelto nel corso del terzo giro (76º assoluto) del Draft NFL 2011 dai Jacksonville Jaguars. Al college ha giocato a football alla Lehigh University.

## Carriera

### Jacksonville Jaguars
Considerato uno dei migliori prospetti tra i giocatori della linea offensiva delle università minori, Rackley fu scelto nel corso del terzo del Draft 2011 dai Jacksonville Jaguars. Nella sua stagione da rookie disputò 15 partite, 14 delle quali come titolare, nel ruolo di guardia sinistra.
Il 31 agosto 2012, Rackley fu inserito in lista infortunati in seguito ad un infortunio alla caviglia, che lo costrinse a saltare tutta la stagione. Tornò in campo nella successiva disputando 11 partite, tutte da titolare, prima di essere nuovamente inserito in lista infortunati il 17 dicembre 2013.

### Baltimore Ravens
Il 19 maggio 2014, Rackley firmò coi Baltimore Ravens. Il 25 agosto 2014 fu inserito in lista infortunati a causa di una commozione cerebrale.

## Statistiche
| Partite totali             | 26 |
| Partite totali da titolare | 25 |

Statistiche aggiornate alla stagione 2013